# Ха, Джеймс
Джеймс Ха (англ. James Ha; 26 декабря 1992, Мидлсбро, Великобритания) — гонконгский футболист, нападающий. Выступал за сборную Гонконга.

## Биография
Родился 26 декабря 1992 году в английском городе Мидлсбро в англо-китайской семье, но вырос в Гонконге, где проживал его отец.

### Клубная карьера
Профессиональную карьеру начал в сезоне 2009/10 в клубе «Форвей Рейнджерс», за который сыграл 8 матчей и забил 2 гола в чемпионате Гонконга. Сезон 2010/11 провёл в ФК «Гонконг», а в 2011 году перебрался в «Китчи». Не сумев пробиться в основной состав команды, выступал в аренде за «Сань Хэй» и «Саутерн Дистрикт». Летом 2014 года покинул «Китчи» и подписал контракт с «Гонконг Рейнджерс», где провёл один сезон. С 2015 года выступает за «Саутерн Дистрикт».

### Карьера в сборной
Дебютировал за сборную Гонконга 10 октября 2017 года, отыграв весь матч против сборной Лаоса. Следующий вызов в сборную получил в ноябре того же года. 9 ноября сыграл в товарищеском матче с командой Бахрейна, а 14 ноября вышел на замену на 87-й минуте в матче отборочного турнира Кубка Азии 2019 со сборной Ливана.

## Достижения
- Лучший молодой игрок Гонконга: 2010/11